# عامر یوسف
عامر یوسف (انگلیسی: Aamer Yousaf؛ زادهٔ ۱ ژانویهٔ ۱۹۸۵) بازیکن کریکت است.